# Scharnegoutum
Scharnegoutum (Fries: Skearnegoutum) is een dorp in de Nederlandse gemeente Súdwest-Fryslân, in de provincie Friesland. Scharnegoutum ligt vlak ten noorden van Sneek aan de Zwette (Sneekertrekvaart) en de N354.
De inwoners van Scharnegoutum hebben als bijnaam Sûkerfretters (suikervreters). In 2023 telde het dorp 1.585 inwoners. In het postcodegebied van Scharnegoutum liggen de buurtschappen De Polle en Nijeklooster.

## Geschiedenis
Scharnegoutum is ontstaan op een terp. Bij opgravingen zijn in deze terp voorwerpen uit de vierde eeuw gevonden. Het dorp lag aanvankelijk aan de Middelzee die circa 1300 werd drooggelegd.
Met de dorpen Loënga, Goënga, Gauw en Offingawier, vormde Scharnegoutum in de Middeleeuwen een verbond, de Sneker Vijfga. Uit die tijd stamt een wapen met een vijfpuntige ster die de vijf dorpen symboliseert.
Ten noordoosten van het dorp was er een klooster gevestigd, opgericht in 1204 en afgebrand door de geuzen in 1578. Dit klooster lag op de plaats van de huidige buurtschap Nijeklooster.
De oudste vermelding van het dorp zelf is mogelijk uit 1200 als Scharnum. Maar helemaal zeker is het niet. In 1347 werd de plaats in ieder geval vermeld als Scharnum, in 1427 als Goltum en Goutumma tzerke, in 1505 als Gouthum, in 1543 als Scharnegholtum en 1579 als Goutum.
De plaatsnaam is wat lastig te duiden. Het eerste deel verwijst mogelijk naar het woord scearn wat mest betekent. Goutum duidt mogelijk op het woord 'goud', of op een woonplaats (heem/um) bewoond door de persoon Golda of Golde vergelijkbaar met de plaats Goutum.
In 1897 werd de Coöperatieve Zuivelfabriek Scharnegoutum opgericht. In 1972 werd de fabriek gesloten en werd het pand voor ander bedrijfsdoeleinden gebruikt.
Tot 2011 behoorde Scharnegoutum tot de voormalige gemeente Wymbritseradeel.

## Kerk
De huidige kerk van het dorp, de Martenskerk werd in de 19e eeuw gebouwd. De zoon van de predikant legde op 3 juni 1861 de eerste steen. De kerk werd ontworpen door Meinse Molenaar en is een driezijdig gesloten zaalkerk met een half ingebouwde toren, die een ingesnoerde spits heeft.

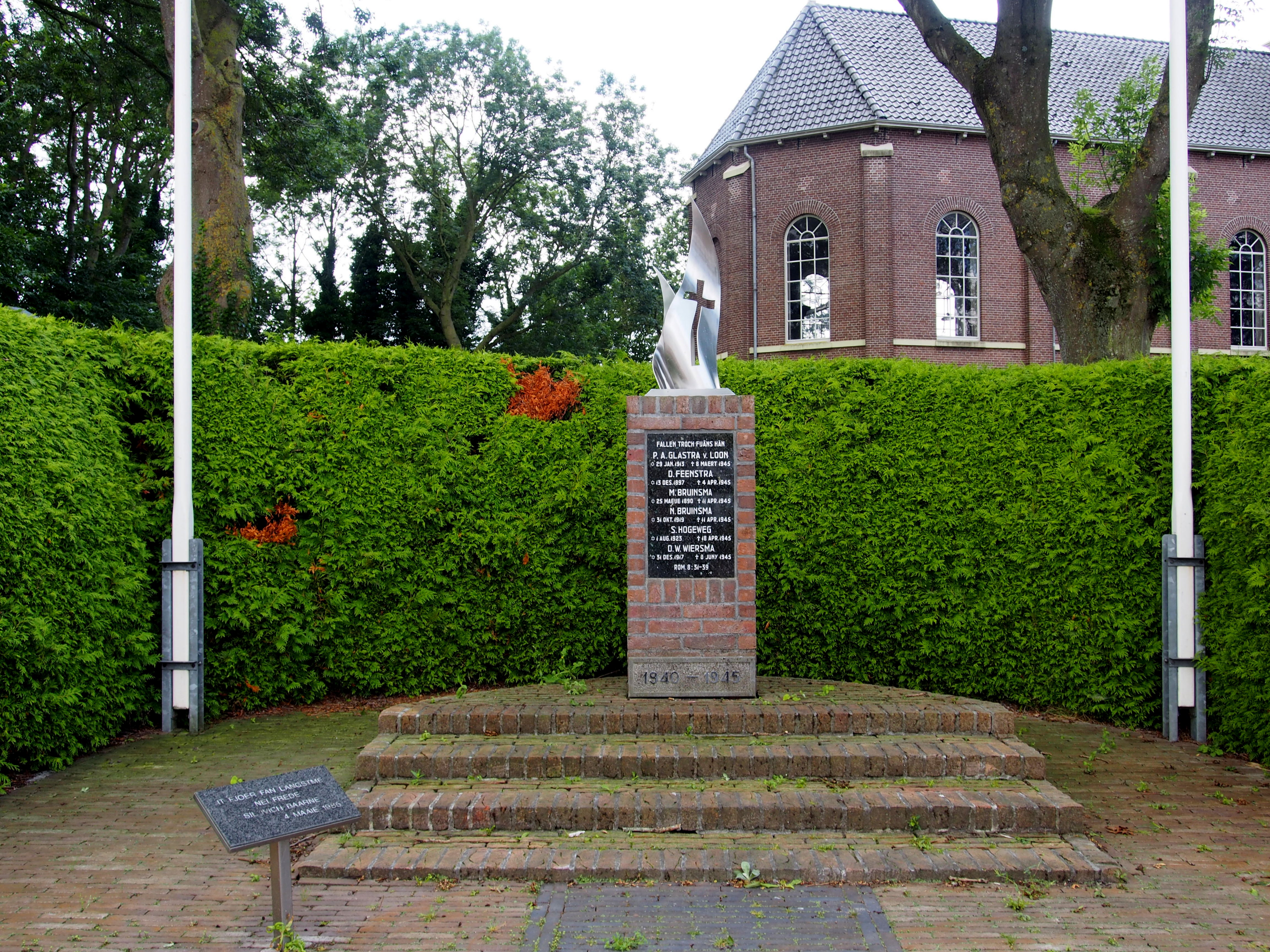
Oorlogsmonument

Bij de kerk staat een oorlogsmonument, ter herdenking van de Tweede Wereldoorlog.

## Treinstation
Scharnegoutum had van 6 juni 1883 tot 15 mei 1938 een station aan de spoorlijn Leeuwarden - Stavoren. De stationscode van Station Scharnegoutum was Sgm. Op 1 juni 1940 werd het station heropend, maar op 24 november van dat jaar werd het weer gesloten.

## Sport

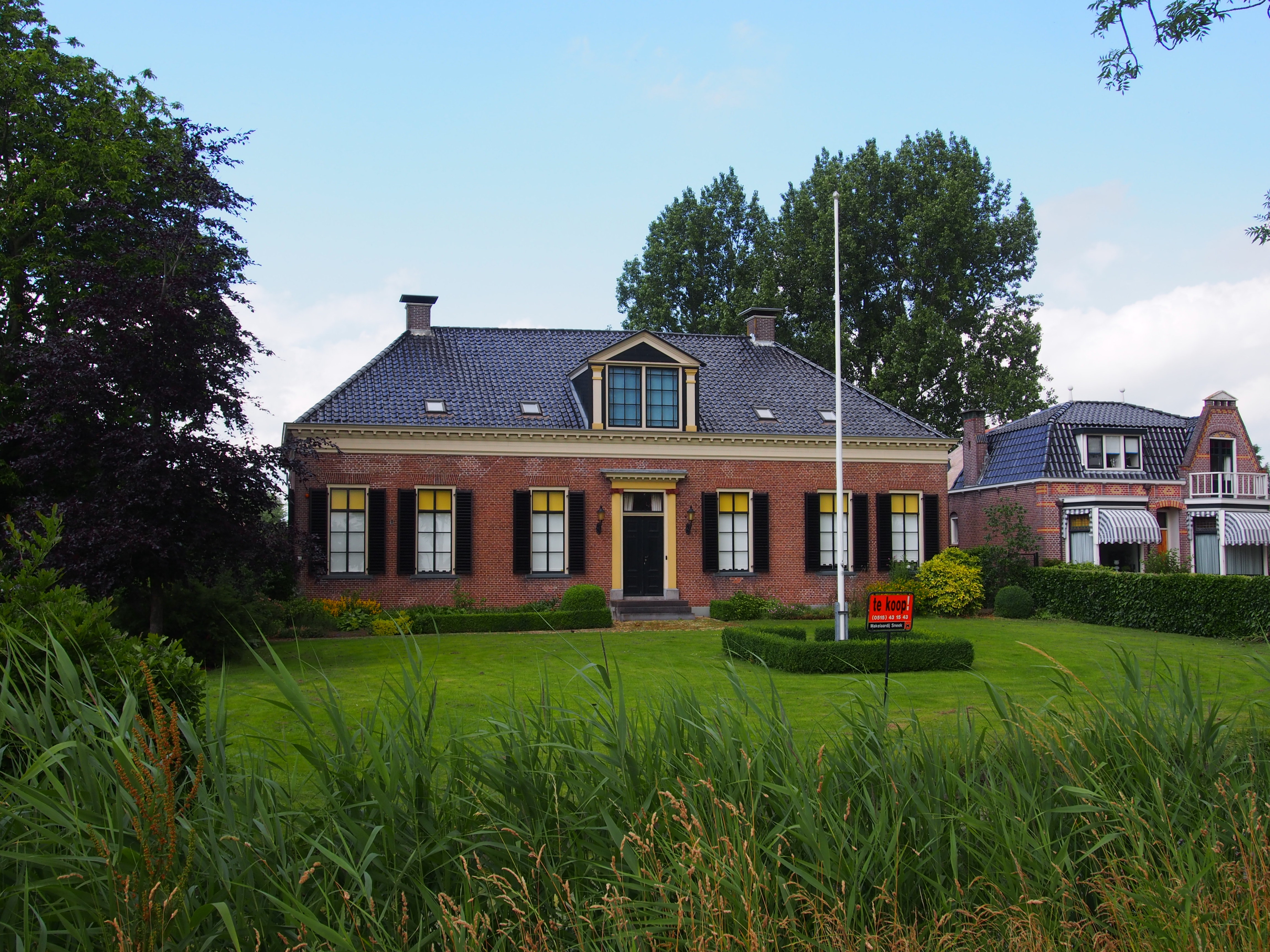
Rijksmonument aan de Zwettewei

Er zijn meerdere sportverenigingen in Scharnegoutum. Zoals de kaatsvereniging De Lytse Stuit, de voetbalvereniging, VV Scharnegoutum '70, volleybalvereniging Swette Switters, de tennisvereniging Skearnetikkers en diverse kleine sportverenigingen.

## Cultuur
Er staat dorpshuis in Scharnegoutum, het Swettehûs. Daarnaast is er een muziekvereniging Excelsior en wordt er een dorpskrant uitgebracht.

## Geboren in Scharnegoutum

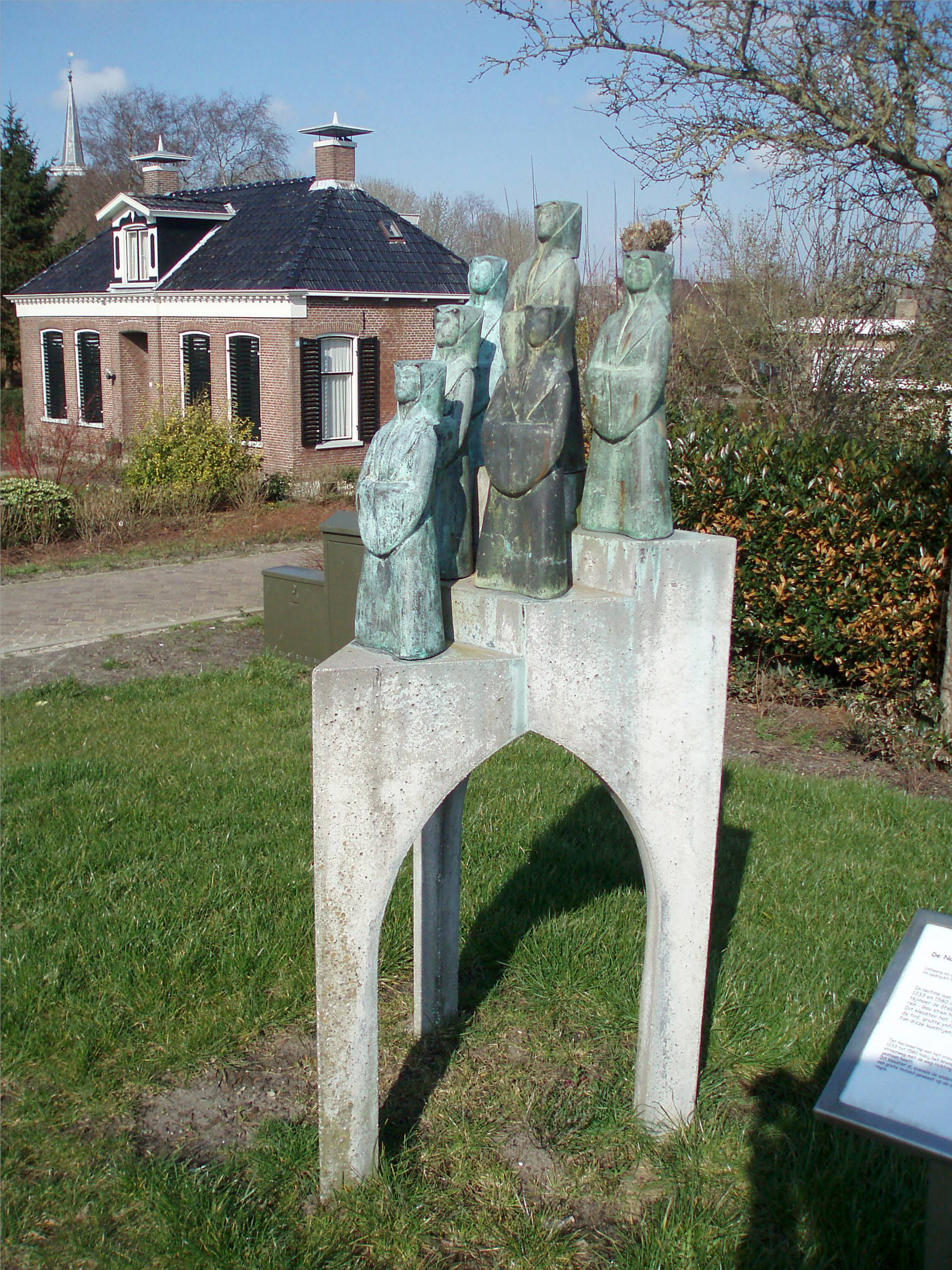
Het beeld de Drie Nonnen van Annet Haring uit 1996

- Tjitte de Jong (1889-1972), jurist, rechter en wethouder
- Willem Santema (1902-1944), verzetsstrijder tijdens de Tweede Wereldoorlog, een straat in het dorp is naar hem vernoemd
- Fokje van der Velde, (1918-2008), kortebaanschaatsster
- Jan Wagenaar (1976-), krachtsporter

## Overleden in Scharnegoutum
- Maria van Everdingen (1913-1985), beeldhouwster
- Gaele van der Kooij (1906-1944), handelsreiziger en collaborateur ten tijde van de Tweede Wereldoorlog

## Openbaar vervoer
- Lijn 35: Sneek - Scharnegoutum - Bozum - Wieuwerd - Britswerd - Oosterlittens - Baard - Winsum - Welsrijp - Tzum - Franeker
- Lijn 38: Sneek - Offingawier - Scharnegoutum - Lutkewierum - Rien - Itens - Oosterend - Wommels - Hidaard
- Lijn 93: Sneek - Scharnegoutum - Deersum - Oosterwierum - Mantgum - Jorwerd - Weidum - Beers - Jellum - Boksum - Leeuwarden
- Lijn 94: Sneek - Scharnegoutum - Goënga - Gauw - Sijbrandaburen - Terzool - Poppingawier - Rauwerd - Roordahuizum